# Pareuxoa hypothetica
Pareuxoa hypothetica là một loài bướm đêm trong họ Noctuidae.